# آی‌ان‌اس سوجاتا (پی۵۶)
آی‌ان‌اس سوجاتا (پی۵۶) (به انگلیسی: INS Sujata (P56)) یک کشتی است که طول آن 101 metres می‌باشد. این کشتی در سال ۱۹۹۱ ساخته شد.